# 阿塔尼
阿塔尼，是匈牙利赫维什州所辖的一个村。总面积50.44平方公里，总人口1399，人口密度27.7人/平方公里（2011年1月1日）。